# Оксел От
Оксел От (фр. Auxelles-Haut) је насељено место у Француској у региону Франш-Конте, у департману Територија Белфор.
По подацима из 2011. године у општини је живело 313 становника, а густина насељености је износила 48,3 становника/km².

## Демографија
| 1962. | 1968. | 1975. | 1982. | 1990. | 2011. |
| ----- | ----- | ----- | ----- | ----- | ----- |
| 301   | 256   | 228   | 220   | 52    | 313   |